# Distrito congresional at-large de Alaska
El distrito congresional at-large es un distrito congresional que elige a un Representante para la Cámara de Representantes de los Estados Unidos por el estado de Alaska. El distrito congresional abarca todo el estado de Alaska. Según la Oficina del Censo, en 2019 el distrito tenía una población de 731 545 habitantes.

## Geografía
El Distrito Congresional At-large se encuentra ubicado en las coordenadas 63°20′46″N 152°50′13″O / 63.34611, -152.83694.

## Demografía
Según la Oficina del Censo de los Estados Unidos, en 2011 había 700 703 personas residiendo en el Distrito Congresional At-large. De los 700 703 habitantes, el distrito estaba compuesto por 521 576 (74.4%) blancos; de esos, 472 504 (67.4%) eran blancos no latinos o hispanos. Además 23 426 (3.3%) eran afroamericanos o negros, 97 628 (13.9%) eran nativos de Alaska o amerindios, 35 912 (5.1%) eran asiáticos, 6 848 (1%) eran nativos de Hawái o isleños del Pacífico, 8 981 (1.3%) eran de otras razas y 55 404 (7.9%) pertenecían a dos o más razas. Del total de la población 39 212 (5.6%) eran hispanos o latinos de cualquier raza; 22 373 (3.2%) eran de ascendencia mexicana, 4 973 (0.7%) puertorriqueña y 875 (0.1%) cubana. Además del inglés, 1 084 (3.4%) personas mayor a cinco años de edad hablaban español perfectamente.
El número total de hogares en el distrito era de 252 920, y el 67.6% eran familias en la cual el 34.4 tenían menores de 18 años de edad viviendo con ellos. De todas las familias viviendo en el distrito, solamente el 50.5% eran matrimonios. Del total de hogares en el distrito, el 7.8 eran parejas que no estaban casadas, mientras que el 0.4% eran parejas del mismo sexo. El promedio de personas por hogar era de 2.67. 
En 2011 los ingresos medios por hogar en el distrito congresional eran de US$67 825, y los ingresos medios por familia eran de US$92 339. Los hogares que no formaban una familia tenían unos ingresos de US$84 051. El salario promedio de tiempo completo para los hombres era de US$52 379 frente a los US$40 550 para las mujeres. La renta per cápita para el distrito era de US$31 405. Alrededor del 6.9% de la población estaban por debajo del umbral de pobreza.

## Resultados recientes de las elecciones estatales
| Año  | Cargo      | Resultado         | Resultado   | Resultado |
| Año  | Cargo      | Ganador           | Republicano | Demócrata |
| ---- | ---------- | ----------------- | ----------- | --------- |
| 1960 | Presidente | Richard Nixon     | 51%         | 49%       |
| 1960 | Senado     | Bob Bartlett      | 36%         | 63%       |
| 1964 | Presidente | Lyndon B. Johnson | 34%         | 66%       |
| 1968 | Presidente | Richard Nixon     | 45%         | 43%       |
| 1968 | Senado     | Mike Gravel       | 37%         | 45%       |
| 1972 | Presidente | Richard Nixon     | 58%         | 35%       |
| 1972 | Senado     | Ted Stevens       | 77%         | 22%       |
| 1976 | Presidente | Gerald Ford       | 58%         | 36%       |
| 1980 | Presidente | Ronald Reagan     | 54%         | 26%       |
| 1980 | Senado     | Frank Murkowski   | 53%         | 45%       |
| 1984 | Presidente | Ronald Reagan     | 67%         | 30%       |
| 1984 | Senado     | Ted Stevens       | 71%         | 28%       |
| 1988 | Presidente | George H. W. Bush | 60%         | 36%       |
| 1992 | Presidente | George H. W. Bush | 39%         | 30%       |
| 1992 | Senado     | Frank Murkowski   | 53%         | 38%       |
| 1996 | Presidente | Bob Dole          | 51%         | 33%       |
| 1996 | Senado     | Ted Stevens       | 76%         | 10%       |
| 2000 | Presidente | George W. Bush    | 59%         | 28%       |
| 2004 | Presidente | George W. Bush    | 61%         | 36%       |
| 2004 | Senado     | Lisa Murkowski    | 48%         | 45%       |
| 2008 | Presidente | John McCain       | 59%         | 38%       |
| 2008 | Senado     | Mark Begich       | 46%         | 47%       |
| 2012 | Presidente | Mitt Romney       | 55%         | 41%       |
| 2016 | Presidente | Donald Trump      | 51%         | 37%       |
| 2016 | Senado     | Lisa Murkowski    | 44%         | 11%       |
| 2020 | Presidente | Donald Trump      | 53%         | 43%       |
| 2020 | Senado     | Dan Sullivan      | 53%         | 41%       |
| 2024 | Presidente | Donald Trump      | 55%         | 41%       |

## Historia

### Distrito congresional at-large del territorio de Alaska
En los años posteriores a la Compra de Alaska, los habitantes de Alaska celebraron una serie de convenciones políticas centradas en enviar un representante al Congreso de los Estados Unidos. El propósito era presionar principalmente para obtener representación en el organismo, de manera similar a la aplicación posterior de la Ley de Tennessee para presionar por la condición de estado de Alaska, pero también por una mayor autonomía para Alaska. En la primera convención, celebrada en 1881, un grupo no partidista envió a un demócrata (M. D. Ball) a Washington, quien trabajó con un senador republicano (Benjamin Harrison) para elaborar la ley orgánica que creó el Distrito de Alaska. Sin embargo, Ball y varias personas posteriores no pudieron convencer al Congreso de que otorgara un delegado al Distrito. Los acontecimientos cambiaron a medida que la población de Alaska aumentó a principios del siglo XX, principalmente debido a la inmigración debida a la fiebre del oro.
El 7 de mayo de 1906, una ley del Congreso otorgó al Distrito de Alaska la autoridad para elegir un delegado sin derecho a voto en el Congreso. El 24 de agosto de 1912, el Distrito de Alaska se reorganizó en un territorio incorporado organizado y continuó eligiendo delegados hasta que Alaska se convirtió en estado en 1959.

### Distrito congresional at-large de Alaska
El distrito se creó cuando Alaska alcanzó la condición de estado el 3 de enero de 1959. Alaska todavía tiene derecho a un solo miembro en la Cámara de Representantes.

### Registro de votantes
El registro de los votantes en cada partido en Alaska.
|  | 44.73 % |

|  | 23.82 % |

|  | 14.11 % |

|  | 12.47 % |

|  | 3.16 % |

|  | 1.14 % |

|  | 0.26 % |

|  | 0.15 % |

|  | 0.17 % |

|  | 100 % |

| \| Gráfico de registro de votantes \| Gráfico de registro de votantes \| Gráfico de registro de votantes \| Gráfico de registro de votantes \| Gráfico de registro de votantes \| \| ------------------------------- \| ------------------------------- \| ------------------------------- \| ------------------------------- \| ------------------------------- \| \| \| \| \| \| \| \| No declarado \| No declarado \| \| 44.73 % \| 44.73 % \| \| Republicano \| Republicano \| \| 23.82 % \| 23.82 % \| \| Sin Afiliación \| Sin Afiliación \| \| 14.11 % \| 14.11 % \| \| Demócrata \| Demócrata \| \| 12.47 % \| 12.47 % \| \| Independencia \| Independencia \| \| 3.16 % \| 3.16 % \| \| Libertario \| Libertario \| \| 1.14 % \| 1.14 % \| \| Verde \| Verde \| \| 0.26 % \| 0.26 % \| \| Constitución \| Constitución \| \| 0.13 % \| 0.13 % \| \| Otros partidos \| Otros partidos \| \| 0.17 % \| 0.17 % \| |                |  |         |         |
| Gráfico de registro de votantes |                |  |         |         |
| |                |  |         |         |
| No declarado | No declarado   |  | 44.73 % | 44.73 % |
| Republicano | Republicano    |  | 23.82 % | 23.82 % |
| Sin Afiliación | Sin Afiliación |  | 14.11 % | 14.11 % |
| Demócrata | Demócrata      |  | 12.47 % | 12.47 % |
| Independencia | Independencia  |  | 3.16 %  | 3.16 %  |
| Libertario | Libertario     |  | 1.14 %  | 1.14 %  |
| Verde | Verde          |  | 0.26 %  | 0.26 %  |
| Constitución | Constitución   |  | 0.13 %  | 0.13 %  |
| Otros partidos | Otros partidos |  | 0.17 %  | 0.17 %  |

## Lista de representantes del territorio de Alaska
| Representante                   | Representante | Representante                     | Partido       | Inicio del mandato   | Fin del mandato                                 | Elecciones                                                        | Congreso |
| ------------------------------- | ------------- | --------------------------------- | ------------- | -------------------- | ----------------------------------------------- | ----------------------------------------------------------------- | -------- |
| Creado el 7 de mayo de 1906     |               |                                   |               |                      |                                                 |                                                                   |          |
| Vacante                         | Vacante       | Vacante                           | Vacante       | 7 de mayo de 1906    | 14 de agosto de 1906 (3 meses y 7 días)         |                                                                   | 59.º     |
|                                 |               | Frank Hinman Waskey (1875-1964)   | Demócrata     | 14 de agosto de 1906 | 3 de marzo de 1907 (6 meses y 20 días)          | Elegido en 1906                                                   | 59.º     |
|                                 |               | Thomas Cale (1848-1941)           | Independiente | 4 de marzo de 1907   | 3 de marzo de 1909 (1 año, 11 meses y 30 días)  | Elegido en 1906                                                   | 60.º     |
|                                 |               | James Wickersham (1857-1939)      | Republicano   | 4 de marzo de 1909   | 3 de marzo de 1917 (7 años, 11 meses y 30 días) | Elegido en 1908                                                   | 61.º     |
| Reelegido en 1910               | 62.º          | James Wickersham (1857-1939)      | Republicano   | 4 de marzo de 1909   | 3 de marzo de 1917 (7 años, 11 meses y 30 días) |                                                                   |          |
| Reelegido en 1912               | 63.º          | James Wickersham (1857-1939)      | Republicano   | 4 de marzo de 1909   | 3 de marzo de 1917 (7 años, 11 meses y 30 días) |                                                                   |          |
| Reelegido en 1914               | 64.º          | James Wickersham (1857-1939)      | Republicano   | 4 de marzo de 1909   | 3 de marzo de 1917 (7 años, 11 meses y 30 días) |                                                                   |          |
|                                 |               | Charles August Sulzer (1879-1919) | Demócrata     | 4 de marzo de 1917   | 7 de enero de 1919 (1 año, 10 meses y 3 días)   | Elegido en 1916                                                   | 65.º     |
|                                 |               | James Wickersham (1857-1939)      | Republicano   | 7 de enero de 1919   | 3 de marzo de 1919 (1 mes y 27 días)            | Impugnación de la elección de 1916                                | 65.º     |
|                                 |               | Charles August Sulzer (1879-1919) | Demócrata     | 4 de marzo de 1919   | 28 de abril de 1919 (1 mes y 24 días)           | Elegido en 1918                                                   | 66.º     |
| Vacante                         | Vacante       | Vacante                           | Vacante       | 28 de abril de 1919  | 1 de julio de 1919 (2 meses y 3 días)           |                                                                   | 66.º     |
|                                 |               | George Barnes Grigsby (1874-1962) | Demócrata     | 1 de julio de 1919   | 1 de marzo de 1921 (1 año y 8 meses)            | Elegido el 5 de junio de 1919 para finalizar el mandato de Sulzer | 66.º     |
|                                 |               | James Wickersham (1857-1939)      | Republicano   | 1 de marzo de 1921   | 3 de marzo de 1921 (2 días)                     | Impugnación de la elección de 1919                                | 66.º     |
|                                 |               | Daniel Sutherland (1869-1955)     | Republicano   | 4 de marzo de 1921   | 3 de marzo de 1931 (9 años, 11 meses y 30 días) | Elegido en 1920                                                   | 67.º     |
| Reelegido en 1922               | 68.º          | Daniel Sutherland (1869-1955)     | Republicano   | 4 de marzo de 1921   | 3 de marzo de 1931 (9 años, 11 meses y 30 días) |                                                                   |          |
| Reelegido en 1924               | 69.º          | Daniel Sutherland (1869-1955)     | Republicano   | 4 de marzo de 1921   | 3 de marzo de 1931 (9 años, 11 meses y 30 días) |                                                                   |          |
| Reelegido en 1926               | 70.º          | Daniel Sutherland (1869-1955)     | Republicano   | 4 de marzo de 1921   | 3 de marzo de 1931 (9 años, 11 meses y 30 días) |                                                                   |          |
| Reelegido en 1928               | 71.º          | Daniel Sutherland (1869-1955)     | Republicano   | 4 de marzo de 1921   | 3 de marzo de 1931 (9 años, 11 meses y 30 días) |                                                                   |          |
|                                 |               | James Wickersham (1857-1939)      | Republicano   | 4 de marzo de 1931   | 3 de marzo de 1933 (1 año, 11 meses y 30 días)  | Elegido en 1930                                                   | 72.º     |
|                                 |               | Anthony Dimond (1881-1953)        | Demócrata     | 4 de marzo de 1933   | 3 de enero de 1945 (11 años, 9 meses y 30 días) | Elegido en 1932                                                   | 73.º     |
| Reelegido en 1934               | 74.º          | Anthony Dimond (1881-1953)        | Demócrata     | 4 de marzo de 1933   | 3 de enero de 1945 (11 años, 9 meses y 30 días) |                                                                   |          |
| Reelegido en 1936               | 75.º          | Anthony Dimond (1881-1953)        | Demócrata     | 4 de marzo de 1933   | 3 de enero de 1945 (11 años, 9 meses y 30 días) |                                                                   |          |
| Reelegido en 1938               | 76.º          | Anthony Dimond (1881-1953)        | Demócrata     | 4 de marzo de 1933   | 3 de enero de 1945 (11 años, 9 meses y 30 días) |                                                                   |          |
| Reelegido en 1940               | 77.º          | Anthony Dimond (1881-1953)        | Demócrata     | 4 de marzo de 1933   | 3 de enero de 1945 (11 años, 9 meses y 30 días) |                                                                   |          |
| Reelegido en 1942               | 78.º          | Anthony Dimond (1881-1953)        | Demócrata     | 4 de marzo de 1933   | 3 de enero de 1945 (11 años, 9 meses y 30 días) |                                                                   |          |
|                                 |               | Bob Bartlett (1904-1968)          | Demócrata     | 3 de enero de 1945   | 3 de enero de 1959 (14 años)                    | Elegido en 1944                                                   | 79.º     |
| Reelegido en 1946               | 80.º          | Bob Bartlett (1904-1968)          | Demócrata     | 3 de enero de 1945   | 3 de enero de 1959 (14 años)                    |                                                                   |          |
| Reelegido en 1948               | 81.º          | Bob Bartlett (1904-1968)          | Demócrata     | 3 de enero de 1945   | 3 de enero de 1959 (14 años)                    |                                                                   |          |
| Reelegido en 1950               | 82.º          | Bob Bartlett (1904-1968)          | Demócrata     | 3 de enero de 1945   | 3 de enero de 1959 (14 años)                    |                                                                   |          |
| Reelegido en 1952               | 83.º          | Bob Bartlett (1904-1968)          | Demócrata     | 3 de enero de 1945   | 3 de enero de 1959 (14 años)                    |                                                                   |          |
| Reelegido en 1954               | 84.º          | Bob Bartlett (1904-1968)          | Demócrata     | 3 de enero de 1945   | 3 de enero de 1959 (14 años)                    |                                                                   |          |
| Reelegido en 1956               | 85.º          | Bob Bartlett (1904-1968)          | Demócrata     | 3 de enero de 1945   | 3 de enero de 1959 (14 años)                    |                                                                   |          |
| Eliminado el 3 de enero de 1959 |               |                                   |               |                      |                                                 |                                                                   |          |

## Lista de representantes del distrito
| Representante                         | Representante | Representante                      | Partido              | Inicio del mandato      | Fin del mandato                                      | Elecciones                                     | Congreso                                   |
| ------------------------------------- | ------------- | ---------------------------------- | -------------------- | ----------------------- | ---------------------------------------------------- | ---------------------------------------------- | ------------------------------------------ |
| Distrito creado el 3 de enero de 1959 |               |                                    |                      |                         |                                                      |                                                |                                            |
|                                       |               | Ralph Julian Rivers (1903-1976)    | Demócrata            | 3 de enero de 1959      | 30 de diciembre de 1966 (7 años, 11 meses y 27 días) | Elegido en 1958                                | 86.º                                       |
| Reelegido en 1960                     | 87.º          | Ralph Julian Rivers (1903-1976)    | Demócrata            | 3 de enero de 1959      | 30 de diciembre de 1966 (7 años, 11 meses y 27 días) |                                                |                                            |
| Reelegido en 1962                     | 88.º          | Ralph Julian Rivers (1903-1976)    | Demócrata            | 3 de enero de 1959      | 30 de diciembre de 1966 (7 años, 11 meses y 27 días) |                                                |                                            |
| Reelegido en 1964                     | 89.º          | Ralph Julian Rivers (1903-1976)    | Demócrata            | 3 de enero de 1959      | 30 de diciembre de 1966 (7 años, 11 meses y 27 días) |                                                |                                            |
| Vacante                               | Vacante       | Vacante                            | Vacante              | 30 de diciembre de 1966 | 3 de enero de 1967 (4 días)                          |                                                |                                            |
|                                       |               | Howard Wallace Pollock (1920-2011) | Republicano          | 3 de enero de 1967      | 3 de enero de 1971 (4 años)                          | Elegido en 1966                                | 90.º                                       |
| Reelegido en 1968                     | 91.º          | Howard Wallace Pollock (1920-2011) | Republicano          | 3 de enero de 1967      | 3 de enero de 1971 (4 años)                          |                                                |                                            |
|                                       |               | Nick Begich (1932-1972)            | Demócrata            | 3 de enero de 1971      | 29 de diciembre de 1972 (1 año, 11 meses y 26 días)  | Elegido en 1970                                | 92.º                                       |
| Reelegido póstumamente en 1972.       |               | Nick Begich (1932-1972)            | Demócrata            | 3 de enero de 1971      | 29 de diciembre de 1972 (1 año, 11 meses y 26 días)  |                                                | 92.º                                       |
| Vacante                               | Vacante       | Vacante                            | Vacante              | 29 de diciembre de 1972 | 6 de marzo de 1973 (2 meses y 8 días)                |                                                | 92.º                                       |
| Vacante                               | Vacante       | Vacante                            | Vacante              | 29 de diciembre de 1972 | 6 de marzo de 1973 (2 meses y 8 días)                | 93.º                                           |                                            |
|                                       |               | Don Young (1933-2022)              | Republicano          | 6 de marzo de 1973      | 18 de marzo de 2022 (49 años y 12 días)              | Elegido para finalizar el mandato de Begich    |                                            |
| Reelegido en 1974                     | 94.º          | Don Young (1933-2022)              | Republicano          | 6 de marzo de 1973      | 18 de marzo de 2022 (49 años y 12 días)              |                                                |                                            |
| Reelegido en 1976                     | 95.º          | Don Young (1933-2022)              | Republicano          | 6 de marzo de 1973      | 18 de marzo de 2022 (49 años y 12 días)              |                                                |                                            |
| Reelegido en 1978                     | 96.º          | Don Young (1933-2022)              | Republicano          | 6 de marzo de 1973      | 18 de marzo de 2022 (49 años y 12 días)              |                                                |                                            |
| Reelegido en 1980                     | 97.º          | Don Young (1933-2022)              | Republicano          | 6 de marzo de 1973      | 18 de marzo de 2022 (49 años y 12 días)              |                                                |                                            |
| Reelegido en 1982                     | 98.º          | Don Young (1933-2022)              | Republicano          | 6 de marzo de 1973      | 18 de marzo de 2022 (49 años y 12 días)              |                                                |                                            |
| Reelegido en 1984                     | 99.º          | Don Young (1933-2022)              | Republicano          | 6 de marzo de 1973      | 18 de marzo de 2022 (49 años y 12 días)              |                                                |                                            |
| Reelegido en 1986                     | 100.º         | Don Young (1933-2022)              | Republicano          | 6 de marzo de 1973      | 18 de marzo de 2022 (49 años y 12 días)              |                                                |                                            |
| Reelegido en 1988                     | 101.º         | Don Young (1933-2022)              | Republicano          | 6 de marzo de 1973      | 18 de marzo de 2022 (49 años y 12 días)              |                                                |                                            |
| Reelegido en 1990                     | 102.º         | Don Young (1933-2022)              | Republicano          | 6 de marzo de 1973      | 18 de marzo de 2022 (49 años y 12 días)              |                                                |                                            |
| Reelegido en 1992                     | 103.º         | Don Young (1933-2022)              | Republicano          | 6 de marzo de 1973      | 18 de marzo de 2022 (49 años y 12 días)              |                                                |                                            |
| Reelegido en 1994                     | 104.º         | Don Young (1933-2022)              | Republicano          | 6 de marzo de 1973      | 18 de marzo de 2022 (49 años y 12 días)              |                                                |                                            |
| Reelegido en 1996                     | 105.º         | Don Young (1933-2022)              | Republicano          | 6 de marzo de 1973      | 18 de marzo de 2022 (49 años y 12 días)              |                                                |                                            |
| Reelegido en 1998                     | 106.º         | Don Young (1933-2022)              | Republicano          | 6 de marzo de 1973      | 18 de marzo de 2022 (49 años y 12 días)              |                                                |                                            |
| Reelegido en 2000                     | 107.º         | Don Young (1933-2022)              | Republicano          | 6 de marzo de 1973      | 18 de marzo de 2022 (49 años y 12 días)              |                                                |                                            |
| Reelegido en 2002                     | 108.º         | Don Young (1933-2022)              | Republicano          | 6 de marzo de 1973      | 18 de marzo de 2022 (49 años y 12 días)              |                                                |                                            |
| Reelegido en 2004                     | 109.º         | Don Young (1933-2022)              | Republicano          | 6 de marzo de 1973      | 18 de marzo de 2022 (49 años y 12 días)              |                                                |                                            |
| Reelegido en 2006                     | 110.º         | Don Young (1933-2022)              | Republicano          | 6 de marzo de 1973      | 18 de marzo de 2022 (49 años y 12 días)              |                                                |                                            |
| Reelegido en 2008                     | 111.º         | Don Young (1933-2022)              | Republicano          | 6 de marzo de 1973      | 18 de marzo de 2022 (49 años y 12 días)              |                                                |                                            |
| Reelegido en 2010                     | 112.º         | Don Young (1933-2022)              | Republicano          | 6 de marzo de 1973      | 18 de marzo de 2022 (49 años y 12 días)              |                                                |                                            |
| Reelegido en 2012                     | 113.º         | Don Young (1933-2022)              | Republicano          | 6 de marzo de 1973      | 18 de marzo de 2022 (49 años y 12 días)              |                                                |                                            |
| Reelegido en 2014                     | 114.º         | Don Young (1933-2022)              | Republicano          | 6 de marzo de 1973      | 18 de marzo de 2022 (49 años y 12 días)              |                                                |                                            |
| Reelegido en 2016                     | 115.º         | Don Young (1933-2022)              | Republicano          | 6 de marzo de 1973      | 18 de marzo de 2022 (49 años y 12 días)              |                                                |                                            |
| Reelegido en 2018                     | 116.º         | Don Young (1933-2022)              | Republicano          | 6 de marzo de 1973      | 18 de marzo de 2022 (49 años y 12 días)              |                                                |                                            |
| Reelegido en 2020                     | 117.º         | Don Young (1933-2022)              | Republicano          | 6 de marzo de 1973      | 18 de marzo de 2022 (49 años y 12 días)              |                                                |                                            |
| Vacante                               | Vacante       | Vacante                            | Vacante              | 18 de marzo de 2022     | 13 de septiembre de 2022 (5 meses y 26 días)         |                                                |                                            |
|                                       | 117.º         |                                    | Mary Peltola (1973-) | Demócrata               | 13 de septiembre de 2022                             | 3 de enero de 2025 (2 años, 3 meses y 20 días) | Elegido para finalizar el mandato de Young |
| Reelegida en 2022                     | 118.º         |                                    | Mary Peltola (1973-) | Demócrata               | 13 de septiembre de 2022                             | 3 de enero de 2025 (2 años, 3 meses y 20 días) |                                            |
|                                       |               | Nick Begich III (1977-)            | Republicano          | 3 de enero de 2025      | Presente (2 meses y 13 días)                         | Elegido en 2024                                | 119.º                                      |